# Daniël (zoon van David)
Daniël was volgens 1 Kronieken 3:1 in de Hebreeuwse Bijbel de tweede zoon van koning David, die hij verwekte bij zijn vrouw Abigaïl. Daniël werd volgens de Bijbelse chronologie rond 1000 v.Chr. geboren in Hebron en wordt ook wel Kileab of Chileab genoemd (2 Samuel 3:3).